# Pai em Dobro
Pai em Dobro é um filme brasileiro de comédia dramática, dirigido por Cris D'Amato, escrito por Renato Fagundes e Thalita Rebouças. O longa é uma produção da Fábrica em parceria com a Netflix e estreou em 15 de janeiro de 2021 no streaming. A trama acompanha uma adolescente criada em uma comunidade hippie, que foge para a cidade grande quando sua mãe viaja. Em busca do pai biológico, ela encontra amor, segredos e descobre seu verdadeiro caminho.
Estrelado por Maisa Silva, Eduardo Moscovis e Marcelo Médici, o filme marca a estreia da atriz como contratada da plataforma.

## Sinopse
Vicenza (Maisa Silva) é uma adolescente doce e espiritualizada, criada em uma comunidade hippie afastada da agitação da cidade, onde vive em harmonia com a natureza, longe de sinais de celular e da poluição urbana. Prestes a completar 18 anos, ela sente que falta uma parte essencial em sua vida: a identidade de seu pai biológico, um mistério que sua mãe, Raion (Laila Zaid), sempre evita revelar. Todo ano, no dia do seu aniversário, Vicenza faz o mesmo pedido — descobrir quem ele é —, mas sempre recebe um “não” como resposta.
Quando sua mãe viaja para a Índia, Vicenza aproveita a oportunidade para fugir da comunidade e partir para a cidade grande em busca do pai que nunca conheceu. Lá, ela se hospeda em uma pensão administrada pela família de Cadu (Pedro Ottoni), neto do dono do local, por quem acaba se apaixonando. Durante sua busca, ela conhece dois possíveis pais: Paco (Eduardo Moscovis), um artista em crise, de espírito livre e cheio de sonhos, e Giovanne (Marcelo Médici), um banqueiro e empresário pé no chão.
Determinada a desvendar sua origem, Vicenza embarca em uma jornada que vai muito além do que imaginava, encontrando não apenas um, mas dois homens que podem ser seu pai — e, no processo, também encontra seu próprio caminho para a vida.

## Elenco
- Maisa Silva como Vicenza
- Eduardo Moscovis como Paco
- Marcelo Médici como Giovanne
- Pedro Ottoni como Cadu
- Laila Zaid como Raion
- Caio Vegatti como Nando
- Fafá de Belém como Mãe Lua
- Thaynara OG como Lucinha
- Roberto Bonfim como Arthur
- Flávia Garrafa como Jade
- Rayana Diniz como Betina
- Raquel Fabbri como Marta
- João Pydd como Rael
- Felipe Rodrigues como Guilherme
- Thalita Rebouças como Recepcionista

## Produção

### Desenvolvimento
A produção do filme foi anunciada no Festival Tudum, em janeiro de 2020. De início, o filme se chamaria Um Pai no Meio do Caminho, meses depois, seu nome foi alterado para Pai em Dobro.
A produção tem roteiro assinado por Thalita Rebouças, Renato Fagundes, Marcelo Andrade e João Paulo Horta, com direção por Cris D'Amato.

### Adaptação literária
A escritora e produtora Thalita Rebouças quem assina o roteiro do filme, adaptou o próprio roteiro em um livro homônimo, lançado pela Editora Rocco em novembro de 2020.

## Lançamento
O trailer e a data de lançamento foram divulgados no dia 8 de dezembro de 2020. O filme foi lançado digitalmente em 15 de janeiro de 2021 pela Netflix.

## Recepção

### Audiência
Um dia após o lançamento, o filme ficou na segunda posição do Top 10 na Netflix no Brasil. Também ficou no Top 10 de vários países de língua espanhola, incluindo todos países da América do Sul, México, Espanha e outros.

### Resposta da crítica
Janda Montenegro do site CinePOP escreveu: "Pai em Dobro tem um argumento lindinho cuja mensagem gera reflexão sobre o núcleo familiar, ainda mais quando pensamos que, embora seja um filme para toda a família, o público-alvo é adolescente, uma idade muito frágil, de busca de identidade e das raízes, envolta em muita expectativa, frustração e conquista. Comparativamente, os dois núcleos da trama se inspiram em sucessos internacionais semelhantes, como Mamma Mia! e Comer, Rezar, Amar, porém ultrapassa suas referências ao dialogar acertadamente com a garotada sobre o que de fato importa" e ainda escreveu sobre o roteiro: "O roteiro da própria Thalita Rebouças com Renato Fagundes é bem construído, desenvolvendo a busca da protagonista de maneira crível e simpática, embora alguns diálogos soem mastigados demais (Vicenza retomando abruptamente o assunto de ter sido chamada de bonita por Cadu, após serem interrompidos por um rapaz) e alguns elementos serem abandonados no longa pelos próprios personagens (a ideia de todo mundo ir mascarado no baile para os personagens não reconhecerem um ao outro, mas, na hora da festa, tá todo mundo apenas de fantasia, mas sem máscara – o que anula o propósito da coisa)".
Miguel Morales do site Arroba Nerd chama o filme de fraco, dizendo: "Claro, para o público que cresceu com a apresentadora, Pai em Dobro deve ser um estouro, e o filme, eu querendo ou não, tenho que concordar que até tem algumas passagens divertidas, mas num conjunto, como produção, nossa, como foi difícil para mim de acompanhar. Mas como eu falei, não sou o público, acompanho Maisa de longe, pelas redes, sem nenhuma outra conexão maior. Pai em Dobro é o puro suco de Thalita Rebouças, que já fez outros trabalhos para o cinema, inclusive e de outras adaptações de suas histórias e livros. Mas parece que aqui ter ido pelo caminho ao contrário, de ter escrito o roteiro primeiro, e depois adaptado para livro, não foi uma boa ideia".